# Lepisorus loriformis
Lepisorus loriformis là một loài thực vật có mạch trong họ Polypodiaceae. Loài này được (Wall. ex Mett.) Ching miêu tả khoa học đầu tiên năm 1933.